# Даверио (Варезе)
Даверио (итал. Daverio) је насеље у Италији у округу Варезе, региону Ломбардија.
Према процени из 2011. у насељу је живело 2989 становника. Насеље се налази на надморској висини од 330 м.

## Становништво
| 1931. | 1936. | 1951. | 1961. | 1971. | 1981. | 1991. | 2001. | 2011. |
| ----- | ----- | ----- | ----- | ----- | ----- | ----- | ----- | ----- |
| 1.008 | 969   | 1.031 | 1.242 | 1.739 | 1.912 | 2.060 | 2.634 | 3.075 |